# Rhynchosia parvifolia
Rhynchosia parvifolia är en ärtväxtart som beskrevs av Dc. Rhynchosia parvifolia ingår i släktet Rhynchosia och familjen ärtväxter. Inga underarter finns listade i Catalogue of Life.